# جيريمي تايلور (سياسي)
جيريمي تايلور (بالإنجليزية: Jeremy Taylor)‏ هو سياسي أمريكي، ولد في 19 أبريل 1978. حزبياً، نشط في Republican Party of Iowa ‏. وقد انتخب عضو مجلس نواب ولاية ايوا.